# Follow Through
Follow through is een nummer (single) van de zanger/liedjesschrijver Gavin DeGraw, uitgebracht in 2005 en afkomstig van het album Chariot (2003).
Het nummer werd oorspronkelijk al in 2003 uitgebracht en behaalde toen de 27ste plaats in de Amerikaanse top 40. De single werd in 2005 echter opnieuw uitgebracht na het succes van Chariot en behaalde deze keer de 22ste plaats in de Amerikaanse top 40. In de Amerikaanse Billboard Top 100 behaalde het de 52ste positie.
In Nederland werd het nummer in week 36 van 2005 tot 3FM Megahit uitgeroepen, het behaalde de 13de plaats in de Nederlandse Top 40 en bleef 18 weken in de lijst staan.